# قطعنامه ۸۰۲ شورای امنیت
قطعنامه ۸۰۲ شورای امنیت سازمان ملل متحد که در تاریخ ۲۵ ژانویه ۱۹۹۳ تصویب شد، سندی بین‌المللی دربارهٔ کرواسی است. این قطعنامه طی نشست ۳۱۶۳ام با ۱۵ رای موافق، ۰ مخالف و ۰ ممتنع تصویب شد.